# Old Wesley Rugby Football Club
Pour les articles homonymes, voir Wesley.
 Old Wesley RFC  est un club de rugby irlandais basé dans la ville de Dublin, en Irlande qui évolue dans le championnat irlandais de Troisième Division.
Le club est affilié à la fédération du Leinster et ses joueurs peuvent être sélectionnés pour l’équipe représentative de la région, Leinster Rugby.

## Histoire
Old Wesley fut fondé par d'anciens élèves du Wesley College, un lycée de Dublin. Le club accède à la Première division du championnat irlandais en 1991 après avoir remporté le titre de D2. Il est relégué en D2 à l'issue de la saison 1996-97, puis en D3 en 1999. L'année suivante il remonte en D2 pour une seule saison et évolue depuis lors en D3.
Old Wesley partage le stade de Donnybrook avec Bective Rangers.

## Palmarès
- Championnat d'Irlande de Deuxième Division : 1991
- Leinster Senior League (0) : 
  - Finaliste (2) : 1978, 1989
- Leinster Club Senior Cup (2) : 1909, 1985
  - Finaliste (4) : 1952, 1975, 1992, 1993
- Metropolitan Cup (3) : 1990, 1991, 1993 
  - Finaliste (2) : 1978, 1981

## Joueurs célèbres
Une dizaine d'internationaux irlandais sont passés par Old Wesley. 
- George Hamlet (30 sélections)
- Eric Campbell
- EA Carrey
- Henry Hurley
- Eric Miller
- Phil Orr
- Chris Pim
- George Wallace